# Alan Muraoka
Alan Muraoka (Los Angeles, 10 agosto 1962) è un attore e regista statunitense.

## Biografia
Nato a Los Angeles da una famiglia di origini giapponesi, Alan Muraoka studiò recitazione e teatro all'Università della California, Los Angeles. Dopo la laurea nel 1985, Muraoka fece il suo debutto a Broadway nel 1988 con il musical Mail, a cui seguì il ruolo del protagonista "The Engineer" in Miss Saigon all'Imperial Theatre; Muraoka interpretò il ruolo a Broadway per diverse stagioni durante gli anni 90 e tornò a ricoprire la parte anche nel tour statunitense. Nel 1996 tornò a Broadway con un acclamato revival di The King and I, mentre nel 2004 fu nuovamente a Broadway con il revival del musical di Stephen Sondheim Pacific Overtures allo Studio 54.
Nel 2006 recitò invece al Kennedy Center di Washington nel musical Mame, in cui si esibiva accanto a Christine Baranski. Dagli anni ottanta ha lavorato anche come regista teatrale nella natia California. Molto attivo anche in campo televisivo, Muraoka è noto soprattutto per aver interpretato Alan nella serie TV Sesamo apriti, un ruolo che ha ricoperto per un centinaio di episodi tra il 1996 e il 2020.

## Filmografia

### Attore

#### Cinema
- Può succedere anche a te (It Could Happen to You), regia di Andrew Bergman (1994)

#### Televisione
- Sesamo apriti - serie TV, 95 episodi (1994-2020)
- Brotherhood - Legami di sangue - serie TV, 1 episodio (2007)
- 30 Rock - serie TV, 1 episodio (2009)
- Louie - serie TV, 1 episodio (2011)
- Curb Your Enthusiasm - serie TV, 1 episodio (2011)
- City on a Hill - serie TV, 1 episodio (2019)

### Regista
- Sesamo apriti - serie TV, 1 episodio (2018)